# 周光
周光（1912年2月21日—1977年4月24日），原名周百根，曾用名周干民。河南商城（今安徽金寨）汤家汇镇人，中华人民共和国政治人物，曾任长春市人民政府、长春市人民委员会市长，吉林省人民委员会副省长。

## 生平
只读过4年书。1929年参加中国工农红军。历任红四军民运部部长，鄂东军区政治部主任，旅大行署公安总局副局长，长春市副市长。1954年9月至1958年4月任长春市市长，中共长春市委书记处书记，吉林省委常委、吉林省副省长等职务。 

## 家人
- 夫人池精武，1922年生，河北省完县人。曾任旅大行署公安总局政治部副主任，东北局组织部干部管理处二科科长，中共长春市委工交部副部长、长春市委常委、长春市纪检委书记，长春市人大常委会副主任、党组副书记等职。[4]
- 儿子周世红，1943年生。1965年从中国科技大学毕业。中科院长春光机所副研究员，从事有关圆光栅精密测角工作。1991年11月离所，任长春高新技术产业开发区副总工程师。
- 侄儿周世明（1932-1993），由周光抚养长大。第一汽车制造厂水箱车间工人。